# Evolve World Tour
«The Evolve World Tour» fue la gira de conciertos a nivel mundial de la banda de rock alternativo estadounidense, Imagine Dragons. Realizada como apoyo al lanzamiento de su tercer álbum de estudio, «Evolve» (2017), la gira comenzó el 26 de septiembre de 2017 en Phoenix, Arizona en el Talking Stick Resort Arena, y concluyó el 18 de noviembre de 2018 en la Ciudad de México, en el Autódromo Hermanos Rodríguez.

## Antecedentes
Siguiendo el lanzamiento de dos sencillos, «Believer» el 1 de febrero y «Thunder» el 27 de abril, la banda anunció su tercer álbum de estudio, «Evolve», el 9 de mayo. En ese período de tiempo, también anunciaron a través de un comunicado de prensa y Twitter el Evolve Tour en soporte para el álbum, junto con el sencillo «Whatever It Takes». El 18 de septiembre de 2017 anunciaron 23 fechas adicionales, extendiendo la gira a Europa. El 11 de octubre, anunciaron que K.Flay sería el acto de apertura para sus shows en el Reino Unido y Europa. El 22 de enero, la banda anunció seis shows en Australia y Nueva Zelanda. La cantante y compositora Grace VanderWaal se convirtió en el acto de apertura en la gira de verano de 2018 en Norteamérica.

## Actos de apertura
- Grouplove
- K.Flay
- Grace VanderWaal

## Repertorio
| Norteamérica - Etapa I |
| --- |
| 1. «I Don't Know Why» 2. «It's Time» 3. «Gold» 4. «Whatever It Takes» 5. «I'll Make It Up to You» 6. «Mouth of the River» 7. «Demons» 8. «Yesterday» 9. «Start Over» 10. «Rise Up» 11. «Dancing in the Dark» 12. «Second Chances» 13. «It Comes Back to You» 14. «Bleeding Out» 15. «Dream» 16. «Thunder» 17. «On Top of the World» 18. «I Bet My Life» 19. «Radioactive» Encore 1. «Believer» 2. «Walking the Wire» |

| Asia |
| --- |
| 1. «I Don't Know Why» 2. «It's Time» 3. «Gold» 4. «Whatever It Takes» 5. «I'll Make It Up to You» 6. «Mouth of the River» 7. «Yesterday» 8. «Start Over» 9. «Demons» 10. «Rise Up» 11. «On Top of the World» 12. «Bleeding Out» 13. «Amsterdam» 14. «The Fall» 15. «Dream» 16. «Thunder» 17. «Believer» 18. «Walking the Wire» 19. «Radioactive» |

| Europa |
| --- |
| 1. «I Don't Know Why» 2. «It's Time» 3. «Gold» 4. «Whatever It Takes» 5. «I'll Make It Up to You» 6. «Mouth of the River» 7. «Yesterday» 8. «Start Over» 9. «Demons» 10. «Rise Up» 11. «On Top of the World» 12. «I Bet My Life» 13. «It Comes Back to You» 14. Medley: «Warriors» / «Bleeding Out» 15. «Thunder» (con K.Flay) 16. «Believer» Encore 1. «Walking the Wire» 2. «The Fall» 3. «Radioactive» |

| Sudamérica |
| --- |
| 1. «I Don't Know Why» 2. «Believer» 3. «It's Time» 4. «Gold» 5. «Whatever It Takes» 6. «I'll Make It Up to You» 7. «Mouth of the River» 8. «Yesterday» 9. «Start Over» 10. «Demons» 11. «Rise Up» 12. «On Top of the World» 13. «Thunder» 14. «Walking the Wire» 15. «The Fall» 16. «Radioactive» |

| Norteamérica - Etapa II |
| --- |
| 1. «Radioactive» 2. «It's Time» 3. «Whatever It Takes» 4. «Yesterday» 5. «Natural» 6. «Walking the Wire» 7. «Next to Me» 8. «Shots» 9. «Every Breath You Take» (cover de The Police) 10. «I'll Make It Up to You» 11. «Start Over» 12. «Rise Up» 13. «I Don't Know Why» 14. «Mouth of the River» 15. «Born to Be Yours» 16. «Amsterdam» 17. «I Bet My Life» Encore 1. «Demons» 2. «Thunder» 3. «On Top of the World» 4. «Believer» |

## Fechas
| Día                      | Ciudad           | País            | Lugar                                   | Acto de apertura             | Entradas vendidas | Recaudación |
| ------------------------ | ---------------- | --------------- | --------------------------------------- | ---------------------------- | ----------------- | ----------- |
| Norteamérica             |                  |                 |                                         |                              |                   |             |
| 26 de septiembre de 2017 | Phoenix          | Estados Unidos  | Talking Stick Resort Arena              | Grouplove K.Flay             | 12,551 / 12,977   | $732,154    |
| 28 de septiembre de 2017 | Chula Vista      | Estados Unidos  | Mattress Firm Amphitheatre              | Grouplove K.Flay             | 11,845 / 19,582   | $496,613    |
| 29 de septiembre de 2017 | Las Vegas        | Estados Unidos  | T-Mobile Arena                          | Grouplove K.Flay             | 14,350 / 14,763   | $896,964    |
| 1 de octubre de 2017     | Los Ángeles      | Estados Unidos  | Hollywood Bowl                          | Grouplove K.Flay             | —                 | —           |
| 3 de octubre de 2017     | Mountain View    | Estados Unidos  | Shoreline Amphitheatre                  | Grouplove K.Flay             | —                 | —           |
| 4 de octubre de 2017     | Sacramento       | Estados Unidos  | Golden 1 Center                         | Grouplove K.Flay             | 11,542 / 11,542   | $706,361    |
| 6 de octubre de 2017     | Seattle          | Estados Unidos  | KeyArena                                | Grouplove K.Flay             | —                 | —           |
| 8 de octubre de 2017     | Vancouver        | Canadá          | Rogers Arena                            | Grouplove K.Flay             | 12,846 / 12,846   | $757,735    |
| 10 de octubre de 2017    | Edmonton         | Canadá          | Rogers Place                            | Grouplove K.Flay             | —                 | —           |
| 11 de octubre de 2017    | Calgary          | Canadá          | Scotiabank Saddledome                   | Grouplove K.Flay             | —                 | —           |
| 13 de octubre de 2017    | West Valley City | Estados Unidos  | USANA Amphitheatre                      | Grouplove K.Flay             | —                 | —           |
| 14 de octubre de 2017    | Denver           | Estados Unidos  | Pepsi Center                            | Grouplove K.Flay             | —                 | —           |
| 16 de octubre de 2017    | Saint Paul       | Estados Unidos  | Xcel Energy Center                      | Grouplove K.Flay             | —                 | —           |
| 18 de octubre de 2017    | Chicago          | Estados Unidos  | United Center                           | Grouplove K.Flay             | —                 | —           |
| 19 de octubre de 2017    | Detroit          | Estados Unidos  | Little Caesars Arena                    | Grouplove K.Flay             | —                 | —           |
| 21 de octubre de 2017    | Cincinnati       | Estados Unidos  | U.S. Bank Arena                         | Grouplove K.Flay             | —                 | —           |
| 23 de octubre de 2017    | Brooklyn         | Estados Unidos  | Barclays Center                         | Grouplove K.Flay             | 12,600 / 12,600   | $809,539    |
| 24 de octubre de 2017    | Newark           | Estados Unidos  | Prudential Center                       | Grouplove K.Flay             | 10,882 / 12,019   | $696,097    |
| 26 de octubre de 2017    | Quebec           | Canadá          | Videotron Centre                        | Grouplove K.Flay             | 11,681 / 12,766   | $627,379    |
| 27 de octubre de 2017    | Montreal         | Canadá          | Centre Bell                             | Grouplove K.Flay             | 14,951 / 14,951   | $869,181    |
| 29 de octubre de 2017    | Boston           | Estados Unidos  | TD Garden                               | Grouplove K.Flay             | —                 | —           |
| 1 de noviembre de 2017   | Búfalo           | Estados Unidos  | KeyBank Center                          | Grouplove K.Flay             | 11,323 / 13,277   | $628,074    |
| 2 de noviembre de 2017   | Filadelfia       | Estados Unidos  | Wells Fargo Center                      | Grouplove K.Flay             | 13,815 / 15,414   | $896,200    |
| 4 de noviembre de 2017   | Uncasville       | Estados Unidos  | Mohegan Sun Arena                       | Grouplove K.Flay             | 7,257 / 7,257     | $716,795    |
| 5 de noviembre de 2017   | Washington D. C. | Estados Unidos  | Capital One Arena                       | Grouplove K.Flay             | 14,042 / 14,042   | $968,830    |
| 7 de noviembre de 2017   | Atlanta          | Estados Unidos  | Philips Arena                           | Grouplove K.Flay             | 11,112 / 11,811   | $702,861    |
| 8 de noviembre de 2017   | Charlotte        | Estados Unidos  | Spectrum Center                         | Grouplove K.Flay             | 14,064 / 16,007   | $717,245    |
| 10 de noviembre de 2017  | Orlando          | Estados Unidos  | Amway Center                            | Grouplove K.Flay             | —                 | —           |
| 12 de noviembre de 2017  | Houston          | Estados Unidos  | Toyota Center                           | Grouplove K.Flay             | 11,384 / 11,815   | $786,289    |
| 13 de noviembre de 2017  | Dallas           | Estados Unidos  | American Airlines Center                | Grouplove K.Flay             | 13,457 / 14,276   | $879,747    |
| 16 de noviembre de 2017  | Anaheim          | Estados Unidos  | Honda Center                            | Grouplove K.Flay             | 12,663 / 15,014   | $783,367    |
| Asia                     |                  |                 |                                         |                              |                   |             |
| 6 de enero de 2018       | Shah Alam        | Malasia         | Malawati Stadium                        |                              | —                 | —           |
| 7 de enero de 2018       | Singapur         | Singapur        | Estadio Cubierto de Singapur            | —                            | —                 |             |
| 9 de enero de 2018       | Tokio            | Japón           | Gimnasio Metropolitano de Tokio         | —                            | —                 |             |
| 11 de enero de 2018      | Bangkok          | Tailandia       | IMPACT Challenger                       | —                            | —                 |             |
| 13 de enero de 2018      | Hong Kong        | Hong Kong       | AsiaWorld–Arena                         | —                            | —                 |             |
| 15 de enero de 2018      | Taipéi           | Taiwán          | Nangang C3 Field                        | —                            | —                 |             |
| 17 de enero de 2018      | Shanghái         | China           | Mercedes-Benz Arena                     | —                            | —                 |             |
| Europa                   |                  |                 |                                         |                              |                   |             |
| 16 de febrero de 2018    | Amberes          | Bélgica         | Sportpaleis                             | K.Flay                       | —                 | —           |
| 17 de febrero de 2018    | Esch-sur-Alzette | Luxemburgo      | Rockhal                                 | K.Flay                       | —                 | —           |
| 19 de febrero de 2018    | Ámsterdam        | Países Bajos    | Ziggo Dome                              | K.Flay                       | —                 | —           |
| 22 de febrero de 2018    | París            | Francia         | AccorHotels Arena                       | K.Flay                       | —                 | —           |
| 24 de febrero de 2018    | Birmingham       | Reino Unido     | Genting Arena                           | K.Flay                       | —                 | —           |
| 26 de febrero de 2018    | Dublín           | Irlanda         | 3Arena                                  | K.Flay                       | —                 | —           |
| 28 de febrero de 2018    | Londres          | Reino Unido     | The O2 Arena                            | K.Flay                       | 34,495 / 36,938   | $2,042,710  |
| 1 de marzo de 2018       | Londres          | Reino Unido     | The O2 Arena                            | K.Flay                       | 34,495 / 36,938   | $2,042,710  |
| 3 de marzo de 2018       | Mánchester       | Reino Unido     | Manchester Arena                        | K.Flay                       | 14,620 / 15,290   | $766,723    |
| 4 de marzo de 2018       | Glasgow          | Reino Unido     | SSE Hydro                               | K.Flay                       | 12,382 / 12,447   | $628,632    |
| Sudamérica               |                  |                 |                                         |                              |                   |             |
| 16 de marzo de 2018      | Buenos Aires     | Argentina       | Hipódromo de San Isidro                 | Festival                     | Festival          | Festival    |
| 17 de marzo de 2018      | Santiago         | Chile           | Parque O'Higgins                        | Festival                     | Festival          | Festival    |
| 20 de marzo de 2018      | Asunción         | Paraguay        | Espacio IDESA                           | Festival                     | Festival          | Festival    |
| 22 de marzo de 2018      | Río de Janeiro   | Brasil          | KM de Vantagens Hall                    | Plutão Já Foi Planeta        | 5,299 / 8,434     | $338,187    |
| 24 de marzo de 2018      | São Paulo        | Brasil          | Autódromo José Carlos Pace              | Festival                     | Festival          | Festival    |
| Europa                   |                  |                 |                                         |                              |                   |             |
| 3 de abril de 2018       | París            | Francia         | AccorHotels Arena                       | K.Flay                       | —                 | —           |
| 4 de abril de 2018       | Burdeos          | Francia         | Bordeaux Métropole Arena                | K.Flay                       | —                 | —           |
| 6 de abril de 2018       | Barcelona        | España          | Palau Sant Jordi                        | K.Flay                       | —                 | —           |
| 7 de abril de 2018       | Madrid           | España          | Palacio de Deportes                     | K.Flay                       | —                 | —           |
| 9 de abril de 2018       | Montpellier      | Francia         | Sud de France Arena                     | K.Flay                       | —                 | —           |
| 10 de abril de 2018      | Lyon             | Francia         | Halle Tony Garnier                      | K.Flay                       | —                 | —           |
| 12 de abril de 2018      | Múnich           | Alemania        | Olympiahalle                            | K.Flay                       | —                 | —           |
| 13 de abril de 2018      | Zúrich           | Suiza           | Hallenstadion                           | K.Flay                       | 14,396 / 14,396   | $745,411    |
| 15 de abril de 2018      | Viena            | Austria         | Wiener Stadthalle                       | K.Flay                       | —                 | —           |
| 16 de abril de 2018      | Praga            | República Checa | O2 Arena                                | K.Flay                       | —                 | —           |
| 18 de abril de 2018      | Oberhausen       | Alemania        | König Pilsener Arena                    | K.Flay                       | —                 | —           |
| 19 de abril de 2018      | Fráncfort        | Alemania        | Festhalle                               | K.Flay                       | —                 | —           |
| 22 de abril de 2018      | Hamburgo         | Alemania        | Barclaycard Arena                       | K.Flay                       | 11,857 / 12,988   | $779,703    |
| 25 de abril de 2018      | Oslo             | Noruega         | Oslo Spektrum                           | K.Flay                       | —                 | —           |
| 26 de abril de 2018      | Estocolmo        | Suecia          | Ericsson Globe                          | K.Flay                       | —                 | —           |
| Oceanía                  |                  |                 |                                         |                              |                   |             |
| 12 de mayo de 2018       | Perth            | Australia       | Perth Arena                             | The Temper Trap              | 11,091 / 11,666   | $857,360    |
| 15 de mayo de 2018       | Melbourne        | Australia       | Margaret Court Arena                    | The Temper Trap              | 13,471 / 13,590   | $980,134    |
| 16 de mayo de 2018       | Melbourne        | Australia       | Margaret Court Arena                    | The Temper Trap              | 13,471 / 13,590   | $980,134    |
| 18 de mayo de 2018       | Brisbane         | Australia       | Brisbane Entertainment Centre           | The Temper Trap              | 9,299 / 9,447     | $693,674    |
| 19 de mayo de 2018       | Sídney           | Australia       | Qudos Bank Arena                        | The Temper Trap              | 13,453 / 13,828   | $959,032    |
| 21 de mayo de 2018       | Auckland         | Nueva Zelanda   | Spark Arena                             | The Temper Trap              | 9,865 / 9,945     | $605,592    |
| 23 de mayo de 2018       | Wellington       | Nueva Zelanda   | Arena TSB Bank                          | The Temper Trap              | 5,635 / 5,682     | $369,422    |
| Norteamérica             |                  |                 |                                         |                              |                   |             |
| 5 de junio de 2018       | Hartford         | Estados Unidos  | Xfinity Theatre                         | Grace VanderWaal             | —                 | —           |
| 6 de junio de 2018       | Mansfield        | Estados Unidos  | Xfinity Center                          | Grace VanderWaal             | —                 | —           |
| 8 de junio de 2018       | Bangor           | Estados Unidos  | Darling's Waterfront Pavilion           | Grace VanderWaal             | —                 | —           |
| 9 de junio de 2018       | Holmdel          | Estados Unidos  | PNC Bank Arts Center                    | Grace VanderWaal             | —                 | —           |
| 11 de junio de 2018      | Syracuse         | Estados Unidos  | Lakeview Amphitheater                   | Grace VanderWaal             | —                 | —           |
| 13 de junio de 2018      | Toronto          | Canadá          | Budweiser Stage                         | Grace VanderWaal             | —                 | —           |
| 14 de junio de 2018      | Toronto          | Canadá          | Budweiser Stage                         | Grace VanderWaal             | —                 | —           |
| 16 de junio de 2018      | Hershey          | Estados Unidos  | Hersheypark Stadium                     | Grace VanderWaal             | —                 | —           |
| 17 de junio de 2018      | Cuyahoga Falls   | Estados Unidos  | Blossom Music Center                    | Grace VanderWaal             | —                 | —           |
| 19 de junio de 2018      | Nueva York       | Estados Unidos  | Madison Square Garden                   | Grace VanderWaal             | —                 | —           |
| 21 de junio de 2018      | Clarkston        | Estados Unidos  | DTE Energy Music Theatre                | Grace VanderWaal             | —                 | —           |
| 22 de junio de 2018      | Noblesville      | Estados Unidos  | Ruoff Home Mortgage Music Center        | Grace VanderWaal             | —                 | —           |
| 24 de junio de 2018      | Omaha            | Estados Unidos  | CenturyLink Center Omaha                | Grace VanderWaal             | —                 | —           |
| 26 de junio de 2018      | Sioux Falls      | Estados Unidos  | Denny Sanford Premier Center            | Grace VanderWaal             | —                 | —           |
| 27 de junio de 2018      | Milwaukee        | Estados Unidos  | American Family Insurance Amphitheater  | Festival                     | Festival          | Festival    |
| 29 de junio de 2018      | Saratoga Springs | Estados Unidos  | Saratoga Performing Arts Center         | Grace VanderWaal             | —                 | —           |
| 30 de junio de 2018      | Camden           | Estados Unidos  | BB&T Pavilion                           | Festival                     | Festival          | Festival    |
| 2 de julio de 2018       | Bristow          | Estados Unidos  | Jiffy Lube Live                         | Grace VanderWaal             | —                 | —           |
| 3 de julio de 2018       | Virginia Beach   | Estados Unidos  | Veterans United Home Loans Amphitheater | Grace VanderWaal             | —                 | —           |
| 5 de julio de 2018       | Raleigh          | Estados Unidos  | Coastal Credit Union Music Park         | Grace VanderWaal             | —                 | —           |
| 7 de julio de 2018       | Columbia         | Estados Unidos  | Colonial Life Arena                     | Grace VanderWaal             | —                 | —           |
| 8 de julio de 2018       | Brandon          | Estados Unidos  | Brandon Amphitheater                    | Grace VanderWaal             | 7,144 / 7,144     | $548,283    |
| 10 de julio de 2018      | Nashville        | Estados Unidos  | Bridgestone Arena                       | Grace VanderWaal             | 15,604 / 15,604   | $943,706    |
| 11 de julio de 2018      | Maryland Heights | Estados Unidos  | Hollywood Casino Amphitheatre           | Grace VanderWaal             | —                 | —           |
| 13 de julio de 2018      | Tinley Park      | Estados Unidos  | Hollywood Casino Amphitheatre           | Grace VanderWaal             | —                 | —           |
| 14 de julio de 2018      | Kansas City      | Estados Unidos  | Sprint Center                           | Grace VanderWaal             | —                 | —           |
| 16 de julio de 2018      | Morrison         | Estados Unidos  | Red Rocks Amphitheatre                  | Grace VanderWaal             | —                 | —           |
| 18 de julio de 2018      | Albuquerque      | Estados Unidos  | Isleta Amphitheater                     | Grace VanderWaal             | —                 | —           |
| 21 de julio de 2018      | Inglewood        | Estados Unidos  | The Forum                               | Grace VanderWaal             | 28,860 / 28,860   | $2,325,357  |
| 22 de julio de 2018      | Inglewood        | Estados Unidos  | The Forum                               | Grace VanderWaal             | 28,860 / 28,860   | $2,325,357  |
| 24 de julio de 2018      | Concord          | Estados Unidos  | Concord Pavilion                        | Grace VanderWaal             | —                 | —           |
| 26 de julio de 2018      | Bozeman          | Estados Unidos  | Bobcat Stadium                          | Grace VanderWaal             | —                 | —           |
| 28 de julio de 2018      | Salt Lake City   | Estados Unidos  | Loveloud 2018                           | Grace VanderWaal             | —                 | —           |
| 30 de julio de 2018      | Wichita          | Estados Unidos  | Intrust Bank Arena                      | Grace VanderWaal             | —                 | —           |
| 1 de agosto de 2018      | Tulsa            | Estados Unidos  | BOK Center                              | Grace VanderWaal             | —                 | —           |
| 2 de agosto de 2018      | Austin           | Estados Unidos  | Austin360 Amphitheater                  | Grace VanderWaal             | —                 | —           |
| 4 de agosto de 2018      | The Woodlands    | Estados Unidos  | Cynthia Woods Mitchell Pavilion         | Grace VanderWaal             | —                 | —           |
| 5 de agosto de 2018      | Nueva Orleans    | Estados Unidos  | Smoothie King Center                    | Grace VanderWaal             | —                 | —           |
| 7 de agosto de 2018      | Orange Beach     | Estados Unidos  | The Amphitheater at The Wharf           | Grace VanderWaal             | 9,514 / 9,514     | $626,812    |
| 9 de agosto de 2018      | West Palm Beach  | Estados Unidos  | Coral Sky Amphitheatre                  | Grace VanderWaal             | —                 | —           |
| 10 de agosto de 2018     | Tampa            | Estados Unidos  | MidFlorida Credit Union Amphitheatre    | Grace VanderWaal             | —                 | —           |
| Europa                   |                  |                 |                                         |                              |                   |             |
| 16 de agosto de 2018     | Sankt Pölten     | Austria         | Green Park                              | Festival                     | Festival          | Festival    |
| 18 de agosto de 2018     | Hasselt          | Bélgica         | Pukkelpop                               | Festival                     | Festival          | Festival    |
| 21 de agosto de 2018     | Nancy            | Francia         | Zénith de Nancy                         |                              | 25,000 / 25,000   | —           |
| 22 de agosto de 2018     | Zúrich           | Suiza           | Zürich Openair                          | Festival                     | Festival          | Festival    |
| 25 de agosto de 2018     | Arnhem           | Países Bajos    | Gelredome                               |                              | —                 | —           |
| 29 de agosto de 2018     | Moscú            | Rusia           | Dynamo Central Stadium                  |                              | —                 | —           |
| 31 de agosto de 2018     | Kiev             | Ucrania         | Estadio Olímpico de Kiev                |                              | —                 | —           |
| 2 de septiembre de 2018  | Estambul         | Turquía         | Küçükçiftlik Park                       |                              | —                 | —           |
| 4 de septiembre de 2018  | Lisboa           | Portugal        | Altice Arena                            |                              | —                 | —           |
| 6 de septiembre de 2018  | Milán            | Italia          | Area Expo                               | Festival                     | Festival          | Festival    |
| 8 de septiembre de 2018  | Madrid           | España          | DCODE Fest                              | Festival                     | Festival          | Festival    |
| 9 de septiembre de 2018  | Berlín           | Alemania        | Estadio Olímpico de Berlín              | Festival                     | Festival          | Festival    |
| Norteamérica             |                  |                 |                                         |                              |                   |             |
| 20 de octubre de 2018    | Frisco           | Estados Unidos  | Estadio Toyota                          | Festival                     | Festival          | Festival    |
| 7 de noviembre de 2018   | Las Vegas        | Estados Unidos  | The Cosmopolitan of Las Vegas           | N/A                          | —                 | —           |
| 17 de noviembre de 2018  | Monterrey        | México          | Auditorio citiBanamex                   | N/A                          | —                 | —           |
| 18 de noviembre de 2018  | Ciudad de México | México          | Autódromo Hermanos Rodríguez            | Festival                     | Festival          | Festival    |
| 31 de diciembre de 2018  | Las Vegas        | Estados Unidos  | The Cosmopolitan of Las Vegas           | N/A                          | —                 | —           |
| 24 de mayo de 2019       | Napa Valley      | Estados Unidos  | Napa Valley Expo                        | Festival                     | Festival          | Festival    |
| 25 de mayo de 2019       | Nueva York       | Estados Unidos  | Radio City Music Hall                   | Festival                     | Festival          | Festival    |
| Europa                   |                  |                 |                                         |                              |                   |             |
| 2 de junio de 2019       | Florencia        | Italia          | Visarno Arena                           | Jake Bugg Fil Bo Riva Birthh | —                 | —           |
| Norteamérica             |                  |                 |                                         |                              |                   |             |
| 4 de agosto de 2019      | Canton           | Estados Unidos  | Tom Benson Hall of Fame Stadium         | N/A                          | —                 | —           |
| Sudamérica               |                  |                 |                                         |                              |                   |             |
| 6 de octubre de 2019     | Río de Janeiro   | Brasil          | Parque Olímpico de Río de Janeiro       | Festival                     | Festival          | Festival    |
| Norteamérica             |                  |                 |                                         |                              |                   |             |
| 1 de noviembre de 2019   | Austin           | Estados Unidos  | Circuit of the Americas                 | Festival                     | Festival          | Festival    |
| Asia                     |                  |                 |                                         |                              |                   |             |
| 22 de noviembre de 2019  | Riad             | Arabia Saudita  | Circuito callejero de Al-Diriyah        | Festival                     | Festival          | Festival    |

## Personal
- Dan Reynolds - voz principal, percusión, guitarra acústica
- Wayne Sermon - guitarra rítmica, coros, guitarra acústica, percusión
- Ben McKee - Bajo, coros, teclados, percusión
- Daniel Platzman - Batería, coros, guitarra acústica, cajón, viola, percusión